# Parabrimidius ovalis
Parabrimidius ovalis är en skalbaggsart som beskrevs av Stefan von Breuning 1938. Parabrimidius ovalis ingår i släktet Parabrimidius och familjen långhorningar. Inga underarter finns listade i Catalogue of Life.